# Défilé cervicothoracobrachial
Le défilé cervicothoracobrachial est une région anatomique située à la confluence du cou, du thorax et du membre supérieur.

## Description anatomique
La traversée cervicothoracobrachiale peut être définie comme la succession de cinq espaces parcourus par les éléments vasculonerveux :
1. le défilé interscalénique ;
2. le défilé préscalénique ;
3. le défilé costoclaviculaire ;
4. le tunnel sous-pectoral et
5. le billot huméral.

### Défilé interscalénique
C’est un espace prismatique triangulaire délimité par le bord postérieur du muscle scalène antérieur, le bord antérieur du muscle scalène moyen et la face supérieure de la première côte. L’obliquité de la face supérieure de la première côte dépend de la morphologie du sujet. L’angle supérieur du défilé est très étroit (souvent inférieur à 20°) et le bord inférieur est comblé par des fibres arciformes émanant des muscles scalènes antérieur et moyen, et se perdant sur le périoste costal. Les trois muscles scalènes forment une masse unique en haut, mais se divisant en bas pour faire place aux organes de passage.
Des anomalies de division musculaire expliquent la présence de formations musculaires qui peuvent rétrécir en permanence le défilé intercostoscalénique. On distingue :
- les muscles interpédiculaires supérieurs (entre le muscle scalène moyen et antérieur, 2 % des sujets) ;
- les muscles interpédiculaires inférieurs, correspondant au petit scalène de Winslow (présent chez 3 % des sujets) qui traverse les racines inférieures du plexus brachial ou s’interpose entre ces racines et l’artère sous-clavière.

L’artère et les troncs nerveux sont amarrés par trois types de ponts fibreux infra-artériels. Les premiers siègent au niveau de la berge interne du défilé. Ils relient les muscles scalènes antérieur et moyen. Cette formation n’adhère pas à l’artère. Les deuxièmes siègent au niveau de la berge externe du défilé. Ils sont très adhérents à l’artère. Les troisièmes sont plus constants, situés à l’intérieur même du défilé, ils fixent l’artère aux parois de ce dernier par un tissu cellulofibreux lâche mais ferme. La méconnaissance de ces éléments fibreux, lors des sections des insertions costales des scalènes ou des résections de la première côte sans artériolyse, rend insuffisant le geste curateur et peut même aggraver une éventuelle compression artérielle.
En effet, l’artère est alors sous-tendue par un anneau fibreux non amarré et soulevée par les muscles rétractés. De plus, les muscles scalènes tendent à se rapprocher une fois leurs attaches costales disparues. Des amarres fibreuses solidarisant les racines plexiques aux parois existent à tous les niveaux du défilé. Elles sont particulièrement denses à la partie haute du défilé. Il faut inciser cette expansion fibreuse pour découvrir et libérer les nerfs. Il existe également des attaches entre l’adventice artérielle, les muscles et le plexus brachial. L’artère sous-clavière chemine dans l’angle antéro-inférieur de l’espace interscalénique. Les troncs nerveux ont une disposition très variable. Ils sont presque toujours aplatis selon un plan frontal, et non pas cylindriques ; d’autre part, la racine C7 a tendance à se placer au-dessus de l’artère, la racine C8-T1 étant en arrière.

### Défilé préscalénique
Le défilé préscalénique correspond au passage de la terminaison de la veine sous-clavière et se situe entre l’extrémité antérieure de la première côte, en bas, l’extrémité sternale de la clavicule doublée du muscle sousclavier et du tendon du scalène antérieur. Ce défilé se modifie considérablement avec les mouvements de la clavicule.

### Défilé costoclaviculaire
Ce canal est situé entre la face inférieure de la moitié interne de la clavicule et la face supérieure des segments moyen et antérieur de la première côte. Les variations du muscle sous-clavier conditionnent la forme de son orifice antérieur. Dans 25 % des cas seulement, il s’agit d’un muscle peu épais, cylindrique. Il se présente, le plus souvent, comme une véritable lame musculaire, débordant vers l’avant la face inférieure de la clavicule. Suivant son importance et sa longueur, le rebord tendineux inférieur du muscle transforme l’orifice antérieur du canal costoclaviculaire en un orifice ostéotendineux pratiquement indéformable et vulnérant pour les éléments vasculonerveux qui viennent à son contact. Le canal costoclaviculaire est long et le muscle scalène antérieur glisse sous sa berge postérieure. Il est difficile de discerner une ligne de démarcation nette entre la berge externe du défilé intercostoscalénique et l’orifice postérieur du canal costoclaviculaire. Le canal costoclaviculaire est divisé en un compartiment antéro-interne lymphoveineux et un compartiment postéroexterne neuroartériel. Ces deux compartiments ont un diamètre très réduit avec de grandes variations liées aux mouvements de la clavicule. La veine est surtout comprimée dans le compartiment antéro-interne, entre le muscle sousclavier et la première côte. Il existe en effet des adhérences constantes entre la gaine du muscle sous-clavier et la veine axillaire qui rendent celle-ci solidaire des mouvements de la clavicule. Il faut également noter la présence de valvules veineuses qui sont constantes et importantes, leur rôle hémodynamique pouvant expliquer en partie certaines thromboses veineuses du membre supérieur. Elles sont situées au croisement de la veine sous-clavière avec la première côte.

### Tunnel sous-pectoral
Le tunnel sous-pectoral est limité, en arrière, par la paroi dorsale de la fosse axillaire et, en avant, par le muscle petit pectoral. Dans 15 % des cas, le bord externe du muscle petit pectoral est fibreux, épais et peut former un arceau ou un rebord rectiligne agressif pour les vaisseaux. Les branches du plexus brachial cheminent avec l’artère et la veine axillaires dans un espace relativement large, comblé par un tissu cellulograisseux et ganglionnaire. Ce tissu de glissement peut manquer chez les sujets maigres ou longilignes.

### Billot huméral
En position indifférente, le paquet vasculonerveux occupe le grand axe du creux axillaire, demeurant ainsi à distance de la tête humérale. En abduction du bras, à partir de 90°, l’artère se plaque contre la tête humérale.
Ce mécanisme de compression intermittente, dynamique, serait à l’origine d’un nombre sous-estimé de complications artérielles du syndrome de traversée thoracobrachiale (STTB).

## Variations anatomiques
Les variations selon le type somatique sont plus évidentes.
Chez les sujets longilignes, les clavicules sont nettement tombantes et le diamètre biacromial réduit, prédisposant ainsi aux syndromes de la traversée thoracobrachiale.
À l’inverse, chez les brévilignes, le thorax est large, les clavicules sont horizontales ; le risque de compression serait moindre.
Certains sportifs de haut niveau peuvent présenter un STTB, du fait de l’hypertrophie des muscles scalènes. C’est notamment le cas de nageurs de compétition.
Au repos, le paquet vasculonerveux franchit sans difficulté la traversée cervicothoracobrachiale ; il n’en va pas de même au cours des mouvements de la ceinture scapulaire et du membre thoracique. En abduction, la taille du canal costoclaviculaire diminue par rotation axiale de la clavicule, venant comprimer les éléments vasculonerveux contre la première côte.
Les éléments vasculo-nerveux qui traversent cette région n’ont qu’un jeu physiologique très étroit, qui est encore réduit en cas d’anomalie musculo-ligamentaire ou osseuse.
Certaines études anatomiques relèvent un taux d’anomalies de 70 %, mais elles ne sont pas toujours symptomatiques.

## Aspect clinique

### Pathologie
Le défilé cervicothoracique peut être le siège de tumeurs malignes, comme les tumeurs de Pancoast-Tobias.
La compression d'éléments vasculaires ou nerveux au niveau du défilé est responsable d'un syndrome du défilé.

### Abord chirurgical
Le défilé cervicothoracique peut être abordé de plusieurs manières selon les structures que l'on cherche à aborder. Dans le cadre des tumeurs de Pancoast-Tobias à développement antérieur, la voie d'abord de référence est une cervico-sterno-thoracotomie dite voie de Cormier-Dartevelle-Grunenwald.